# SteelHawk (Worlds of Fun)
1. WEITERLEITUNG SteelHawk